# Кобелли, Хуан
Хуан Мануэль Кобелли Лареса (исп. Juan Manuel Cobelli Larese; родился 27 февраля 1988 года, Фунес, Аргентина) — аргентинский футболист, нападающий клуба «Сентраль Кордова».

## Клубная карьера
Кобелли — воспитанник клуба «Ньюэллс Олд Бойз». В 2008 году для получения игровой практики он был отдан в аренду в чилийский «Сантьяго Уондерерс», но так и не дебютировал за клуб. В начале 2010 года Хуан на правах аренды перешёл в «Депортес Икике». 31 января в матче против «Сан-Маркоса» он дебютировал в чилийской Примере. 7 февраля в поединке против «Кокимбо Унидо» Кобелли забил свой первый гол за «Депортес Икике». В том же году он помог команде завоевать Кубок Чили. По окончании аренды Хуан вернулся в «Ньюэллс Олд Бойз». 11 февраля 2011 года в матче против «Эстудиантеса» он дебютировал в аргентинской Примере. В этом же поединке Кобелли забил свой первый гол за «бойз».
Летом того же года Хуан перешёл в «Чакарита Хуниорс». 17 августа в матче против «Ривер Плейта» он дебютировал в Примере B. 18 мая 2012 года в поединке против «Уракана» Кобелли забил свой первый гол за «Чакарита Хуниорс».
Летом 2012 года Хуан присоединился к «Атлетико Тукуман». 12 августа в матче против «Крусеро-дель-Норте» он дебютировал за новую команду. 30 марта 2013 года в поединке против «Депортиво Мерло» Кобелли забил свой первый гол за «Атлетико Тукуман». Летом того же года Хуан перешёл в уругвайский «Суд Америка». 18 августа в матче против «Хувентуд Лас-Пьедрас» он дебютировал в уругвайской Примере. В этом же поединке Хуан забил свой первый гол за «Суд Америку».
В начале 2014 года Кобелли на правах аренды присоединился к эквадорскому «Депортиво Куэнка». 30 января в матче против «Индепендьенте дель Валье» он дебютировал в эквадорской Серии A. В этом же поединке Хуан забил свой первый гол за «Депортиво Куэнка». В своём дебютном сезоне Кобелли стал лучшим бомбардиром команды. Летом 2015 года Хуан был отдан в аренду в перуанский «Универсидад Сесар Вальехо». 13 сентября в матче против «Хуан Аурич» он дебютировал в перуанской Примере. 25 октября в поединке против «Унион Комерсио» Кобелли забил свой первый гол за «Универсидад Сесар Вальехо».
В 2016 году Хуан подписал контракт с малайзийским ПКНС. В своём дебютном сезоне он помог клубу завоевать серебряные медали и стал лучшим бомбардиром команды. В начале 2017 года Кобелли подписал контракт с итальянским «Таранто». 11 февраля в матче против «Фоджи» он дебютировал за новую команду.

## Достижения
Командные
 «Депортес Икике»
- Обладатель Кубка Чили — 2010